# Grammodes ammonia
Grammodes ammonia là một loài bướm đêm trong họ Erebidae.